# حرب ياكيما
كانت حرب ياكيما التي دارت في الفترة بين (1855-1858)، صراعًا بين الولايات المتحدة وأهل ياكيما الناطقين باللغة الساهابتية في الهضبة الشمالية الغربية، ثم جزءًا من إقليم واشنطن، وتحالف قبائل الأمريكيين الأصليين. حدث ذلك بدايةً في الجزء الجنوبي الداخلي من ما يعرف اليوم بواشنطن. وقد كان يُشار في بعض الأحيان للمعارك المنعزلة في غرب واشنطن والإمبراطورية الداخلية الشمالية/إنلاند نورثويست بشكل منفصل باسم حرب بيوجت ساوند وحرب بالويوس على التوالي. ويشار إلى هذا الصراع أيضًا باسم حرب شعب ياكيما الأمريكيين الأصليين عام ١٨٥٥.

## الخلفية
أسفرت المعاهدات المبرمة بين الولايات المتحدة والعديد من القبائل الهندية في أراضي إقليم واشنطن عن اعتراف قبلي متردد بسيادة الولايات المتحدة على مساحة كبيرة من أراضي هذا الإقليم. لتحصل القبائل الهندية مقابل هذا الاعتراف، على نصف الأسماك في الإقليم إلى الأبد، ومخصصات ومنح مالية، وأراضٍ لتكون بمثابة محميات للسكان الأصليين والمحظورة على المستوطنين من ذوي البشرة البيضاء.
عقب انضمام القبائل للمعاهدات؛ ومع ضمان الحاكم إسحاق ستيفنز حصانة أراضي السكان الأصليين في أمريكا؛ إلا أنه كان يفتقر للسلطة القانونيّة اللازمة لجعلها تدخل حيّز التنفيذ ريثما يقوم مجلس الشيوخ الأمريكي بتصديق هذه الاتفاقيات. في غضون ذلك؛ أدى اكتشاف الذهب في اقليم ياكاما لخلق سببٍ لوفود المنقبين ممن سافروا عبر الأراضي القَبلية التي حددت مؤخرًا، وهذا ما أثار حالة من الفزع المتزايد لدى الزعماء الهنود. وفي عام 1855، قُتِل اثنان من هؤلاء المنقبين على يد كوالشين ابن شقيق كامياكين بعد أن اكتشف بأنهم اغتصبوا امرأة من قبيلتهم.

## اندلاع الأعمال القتالية

### مقتل أندرو بولون
في 20 سبتمبر عام 1855، توجّه وكيل مكتب الشؤون الهندية أندرو بولون، بعد سماعه بمقتل المنقبين على يد كوالشين، إلى مكان الحادث على ظهر جواده للتحقيق، لكن زعيم ياكيما شوماوي اعترضه، وحذره من أن كوالشين أخطر من أن يواجه. استاجابةً لتحذير شوماوي، استدار بولون وعاد أدراجه لمنزله. وفي طريقه، صادف مجموعة من ياكيما تسافر جنوبًا وقرر أن يركب معهم. كان أحد أعضاء هذه المجموعة هو موشيل ابن شوماوي. والذي قرر قتل بولون لأسباب ليست واضحة تمامًا. وعلى الرغم من احتجاج عدد من أعضاء المجموعة المسافرة مع موشيل، إلا أنه رفض اعتراضاتهم مذكرًا إياهم بصفته ووضعه الملكي. دارت المناقشات حول مصير بولون لفترة طويلة خلال النهار. (لم يكن بولون، الذي لايتحدث لغة شعب ياكيما، على دراية بالمؤامرة التي تحاك بين رفاقه المسافرين). وبينما كان بولون يتناول الغداء مع بعض المسافرين من ياكاما في فترة الاستراحة، انقض عليه موشيل وأكثر من ثلاثة آخرون من الياكيما بالسكاكين. صرخ بولون بلغة التشينوك قائلًا، «لم آت لقتالكم!»، ليُطعن بعدها في الحلق. أطلقت النار على حصان بولون، وحرق جثته وكل ممتلكاته الشخصية.

### معركة توبينش كريك
عندما سمع شوماوي بمقتل بولون على يد ابنه؛ أرسل على الفور سفيرًا ليبلغ حامية الجيش الأمريكي في فورت داليس، قبل أن يدعو إلى اعتقال ابنه موشيل، الذي قال أنه ينبغي تسليمه لحكومة الإقليم منعًا من انتقام أمريكي الذي اعتقد أنه سيحدث غالبًا. إلا أن مجلس ياكاما اعترض على قرار زعيمهم شوماوي، وانحازوا لشقيقه الأكبر كامياكين، الذي دعا إلى الاستعداد للحرب. في هذه الأثناء، استقبل قائد المنطقة غابرييل رينز سفير شوماوي، الذي أمر الرائد غرانفيل أو. هالر ردًا استجابةً لمقتل بولون- بالتحرك مع فرقة استطلاعية من فورت داليس. حيث قوبل بمجموعة كبيرة من محاربي الياكاما أعادته إلى حدود إقليم ياكاما، لُقرر هالر الانسحاب، عندها انخرطت فرقته مع محاربي الياكاما ودحرت في معركة توبينش كريك.

### توسع رقعة الحرب
تسبب مقتل بولون، وهزيمة الولايات المتحدة في معركة توبينش كريك في إثارة الذعر في جميع أنحاء المنطقة مع تنامي المخاوف من اندلاع انتفاضة هندية.
ولكن، الأخبار نفسها قد شجعت الياكاما وتوجهت الفرق غير التابعة لأحد إلى كامياكن.

ناشد رينز، والذي كان تحت إمرته المباشرة نحو 350 جنديًا فيدراليًا فقط، الحاكم بالنيابة تشارلز ماسون، (كان إسحاق ستيفنز لا يزال عائدًا من واشنطن العاصمة حيث سافر لتقديم المعاهدات لمجلس الشيوخ للتصديق عليها). للحصول على الدعم العسكري، وكتب التالي:
كل القوات الجاهزة للقتال في المنطقة سننزل الميدان في الحال، ويشرفني أن أُقدم طلبًا لك لفرقتين من المتطوعين للنزول إلى الميدان في أقرب وقت ممكن. ويكون تشكيل هذه الفرق على النحو الآتي: نقيب، ملازم أول، ملازم ثانٍ، موسيقيان اثنان، أربعة رقَباء، أربعة عرفاء، وأربع وسبعين جنديًا. وينبغي بذل أقصى الجهود لجمع وتجهيز هذه الفرق في وقت واحد.
حشد حاكم ولاية أوريغون جورج لو كاري في الوقت نفسه فوجًا من سلاح الفرسان عتاده 800 رجل، عبر جزء منهم إلى إقليم واشنطن في مطلع نوفمبر. والآن مع وجود أكثر من 700 جندي تحت تصرفه، استعد رينز للسير تجاه كامياكن الذي كان قد خيم في يونيون غاب مع 300 محارب من شعبه.

### الإغارة على مستوطنات وايت ريفر/النهر الأبيض
بينما كان رينز يحشد قواته في مقاطعة بيرسي، سعى ليسكي زعيم نيسكوالي، والذي كان نصفه من سكان ياكاما، إلى تشكيل تحالف بين قبائل بيوجيت ساونت وذلك بغية إيصال الحرب إلى عتبه الحكومة الإقليمية. حشد ليسكي بدءًا من 31 محاربًا فقط في فرقته الخاصة أكثر من 150 محاربًا من قبائل موكليشوت، وبويالوب، وكليكيتات، برغم أن قبائل أخرى رفضت مبادرات ليسكي، وردًا على أخبار تنامي جيشه؛ أٌرسلت قوة تطوعية مكونة من 18 فارسًا عرفت باسم إيتونز راينجرز/حراس إيتون، لاعتقال قائد نيسكوالي.
في السابع والعشرين من أكتوبر، وبينما كان رجال ليسكي يجرون مسحًا للمنطقة، نصبوا كمينًا للحارس جيمس ماك أليستر، والمزارع مايكل كونيل وتمكنوا من قتلهما. حوصر بقية أفراد حراس إيتون داخل مقصورة مهجورة، إذ كانوا سيبقون هناك طيلة الأيام الأربعة التالية قبل الهرب. اقتحم محاربو موكليشوت وكليكيتات في صباح اليوم التالي ثلاثة كبائن مستوطنة على طول النهر الأبيض، ما أسفر عن مقتل تسعة من الرجال والنساء. غادر العديد من المستوطنين المنطقة قبل هذه الغارة، وذلك بعد أن حذرهم الزعيم الحربي كيتساب من سكواميش المحايدة من الخطر المحدق بهم. وقد روى جون كينغ، أحد الناجين الأربعة، والذي كان يبلغ من العمر سبع سنوات آنذاك، إلى جانب شقيقين أصغر سنًا، تفاصيل الغارة على مستوطنات النهر الأبيض، إذ طلب منه المهاجمون التوجه غربًا. ليصادفوا في طريقهم مواطنًا أمريكيًا أصليًا عرفوه باسم توم.
أخبرته عن المذبحة، وقال بأنه يشك بشيء من هذا القبيل، إذ سمع إطلاق نارٍ في هذا الاتجاه. أخبرني بأنه يتوجب عليَّ إحضار الأطفال وأخذهم إلى منزله البيضاوي المقبب، وأضاف بأنه عندما «يصبح القمر مرتفعًا في السماء» سيأخذنا في زروق إلى سياتل، كانت زوجته لطيفة، وودودةً، وفعلت كل ما في وسعها لجعلها ممتعة لنا، لكن الأطفال كانوا خجولين للغاية، أعدت السمك المجفف والتوت البري على وجبة الطعام، مع ذلك كله لم تستطع فعل شيء يحثهم على الذهاب إليها، لقد كنا جياعًا بشدة، لدرجة أنه حتى الروائح المختلفة والنفاذة التي تتغلغل في الطعام الذي قدمته لنا، لم تشكل عائقًا أمام استمتاعنا به كما أذكر.
أعرب ليسكي في وقت لاحق عن أسفه للغارة على مستوطنات النهر الأبيض، وأكدت روايات ما بعد الحرب التي قدمها نيسكوالي بأنه عنف قادة فرقته الذين نظموا الهجوم.